# Парола
Парола у политичком животу представља сажето изражен политички став, циљ или захтев неког покрета, групе, партије.
Употреба парола се нарочито развила у организованој борби радничке класе и радничког покрета. У том погледу парола је погодно оруђе за мобилизацију маса и популаризацију политике и програма једног покрета.
Неке од значајнијих парола су: „Пролетери свих земаља, уједините се!“, „Хлеб, мир и слобода“, „Братство и јединство“, „Смрт фашизму — слобода народу“.